# Mont Alfaf
Le mont Alfaf (en syriaque : ܛܘܪܐ ܕܐܠܦܐܦܐ, ṭūrāʾ Alfaf ; en arabe : جبل مقلوب, djebel Maqloub) est une montagne du Nord de l'Irak, dans la plaine de Ninive, qui s'élève à 1 057 mètres d'altitude. Le mont Alfaf est situé à une trentaine de kilomètres au nord-est de la ville de Mossoul et à une quinzaine de kilomètres au nord de la ville de Bartella. La localité la plus importante de la région est Mardj qui comme toute la zone est majoritairement peuplée de Syriaques orthodoxes et d'Assyriens.
Le mont Alfaf est surtout connu pour le monastère Saint-Matthieu qui se trouve tout proche de son sommet méridional. Il est entouré d'ermitages creusés dans la montagne et datant des IVe et Ve siècles, dont les plus importants sont :
- l'ermitage de Mor Mattay (Saint-Matthieu), où selon la tradition syriaque la princesse Sarah, sœur de Behnam, a été miraculeusement guérie par l'ermite saint Matthieu (Mor Mattay) ;
- l'ermitage de Bar Hebraeus, ermitage où vécut Bar Hebraeus (1226-1286) ;
- l'ermitage du guet, au sommet de la montagne, qui servait à surveiller l'arrivée des ennemis.